# 切特韋爾蒂尼夫卡

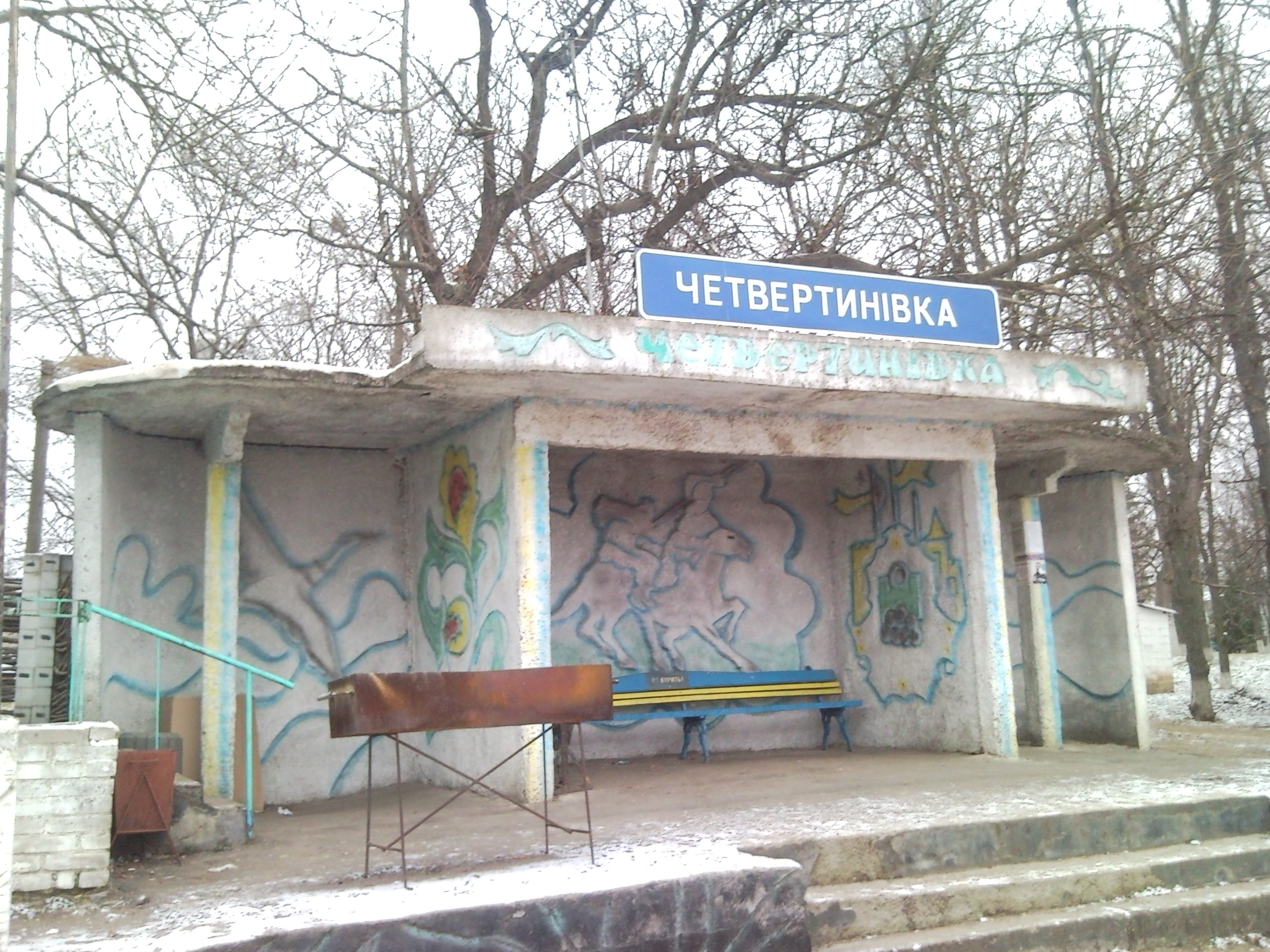

切特韋爾蒂尼夫卡（羅馬化：Chetvertynivka）是烏克蘭的村落，位於該國西南部文尼察州，由海辛區負責管轄，始建於1672年，面積4.24平方公里，海拔高度202米，2001年人口1,618，人口密度每平方公里381.96人。
48°35′30″N 29°16′56″E / 48.59167°N 29.28222°E